# Apocephalus spinilatus
Apocephalus spinilatus är en tvåvingeart som beskrevs av Brown 1997. Apocephalus spinilatus ingår i släktet Apocephalus och familjen puckelflugor. Inga underarter finns listade i Catalogue of Life.